# Амалиновка
Амалиновка (Амалиен, укр. Амалинівка, пол. Amalinówka, нем. Amalien) — упразднённая немецкая колония Улашановского сельского совета Пулинского района Житомирского округа.
Лютеранское поселение на собственных землях, была школа. Размещалась юго-восточнее г. Новоград-Волынский. Лютеранские приходы — Житомир и Геймталь.

## Население
В 1859 году численность населения составляла 40 жителей, в конце 19 века — 194 жителя, домов 29, в 1906 году — 148 жителей и 25 дворов, в 1910 году — 150 жителей.

## История
В конце 19 века — колония в Курненской волости Новоград-Волынского уезда Волынской губернии.
В 1906 году — колония Курненской волости (3-го стана) Новоград-Волынского уезда Волынской губернии. Расстояние до уездного центра, г. Новограда-Волынского, составляло 44 версты, до волостной управы в с. Курное — 15 вёрст. Почтовое отделение — станция Рудня.
В 1923 году вошла в состав вновь созданного Улашановского сельского совета, который от 7 марта 1923 года включён в состав новообразованного Пулинского района Житомирского округа.
После 1923 года не состояла на учёте населённых пунктов.